# 데스벤라팍신

데스벤라팍신의 골격 구조식

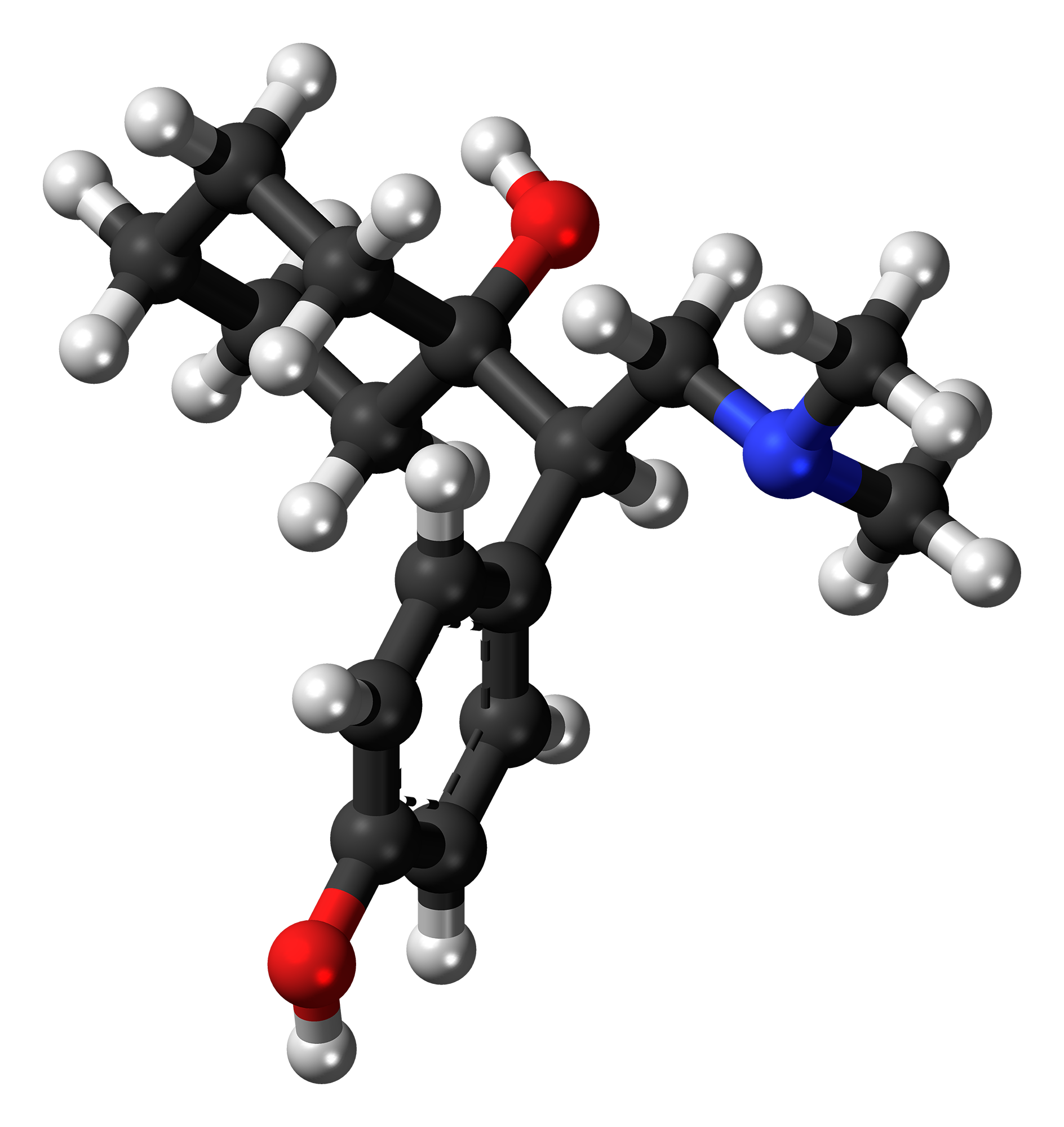
데스벤라팍신의 공-막대 모형

데스벤라팍신(Desvenlafaxine), 상품명 프리스틱(Pristiq)은 세로토닌 노르에피네프린 재흡수 억제제(이하 SNRI) 계열에 속하는 항우울제이다.

## 작용 기전
데스벤라팍신(Desvenlafaxine)은 데스벤라팍신의 분리된 주요 활성 대사물의 합성 형태이며, 세로토닌 노르에페네프린 재흡수 억제제(이하 SNRI)로 분류된다.
미국 식품의약국(FDA)이 2008년 2월에 항우울제 사용을 승인했으며, 다른 약물과의 상호작용이 현저히 낮은 점이 있으므로, 물질 및 용도 특허 만료 이후에, 에스벤서방정(명인제약) 및 데팍신서방정(환인제약) 등 동일 성분의 국내산 제네릭 의약품으로 2020년에 출시한 바 있다.

## 적응증
- 주요 우울장애의 치료

## 부작용
- 구역질
- 두통
- 어지럼증
- 다한증
- 설사
- 불면증
- 변비
- 피로